# Göda
Göda, trong tiếng Sorb Hodźij, là một thị trấn nằm ở phía đông của bang Sachsen, Đức. Thị trấn này thuộc huyện Bautzen và nằm về phía tây của thủ phủ cùng tên với huyện.

## Địa lý
Thị trấn này nằm trên đồi Thượng Lusatia.